# Berlijn: Check-Point Charlie
Berlijn: Check-Point Charlie is een spionageroman van auteur Gérard de Villiers en het 29e deel uit de S.A.S.-reeks met als protagonist de Oostenrijkse prins en freelance CIA-agent Malko Linge.

## Het verhaal
Een Oost-Duitse wetenschapper en ooit winnaar van de Nobelprijs voor de Natuurkunde wordt door de omstandigheden gedwongen een brute moordenaar.
De man, opgejaagd, achtervolgd en volkomen in paniek, plaatst een cryptische advertentie in een Duitse krant onder de naam “oom Manap”. Voor buitenstaanders onleesbaar behalve voor de CIA. Zij weet dat “oom Manap” heeft besloten Oost-Duitsland te verlaten en naar de Verenigde Staten wenst over te lopen.
Aan Malko de taak de man veilig over de Berlijnse Muur naar West-Duitsland te krijgen. De riolen en tunnelbuizen van de metro zijn afgesloten, het graven van een tunnel is onmogelijk en Check-Point Charlie staat onder zware bewaking. De Deutsche Volkspolizei ligt overal op de loer. Alleen vogels vliegen van Oost- naar West-Berlijn.

## Personages
- Malko Linge, Oostenrijkse prins en CIA-agent;
- Oom Manap, Oost-Duits wetenschapper.

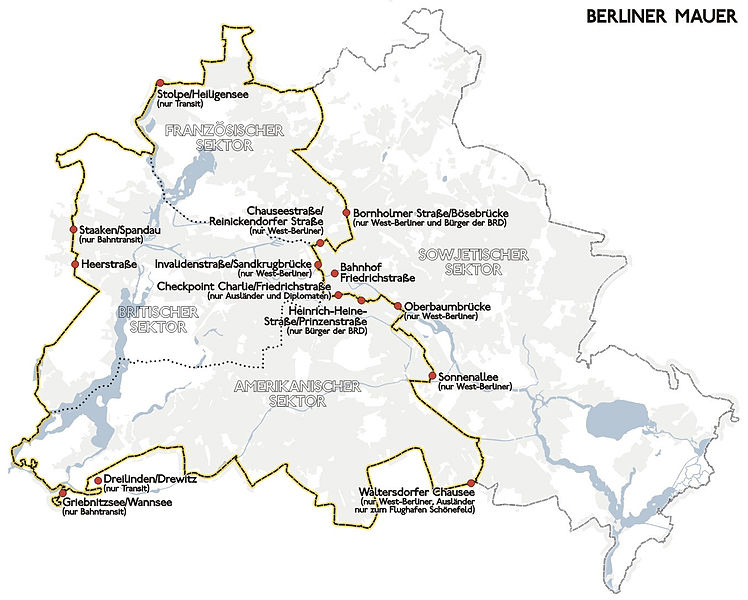
Kaart met het verloop van de Muur.